# Terra Indígena Imbiriba

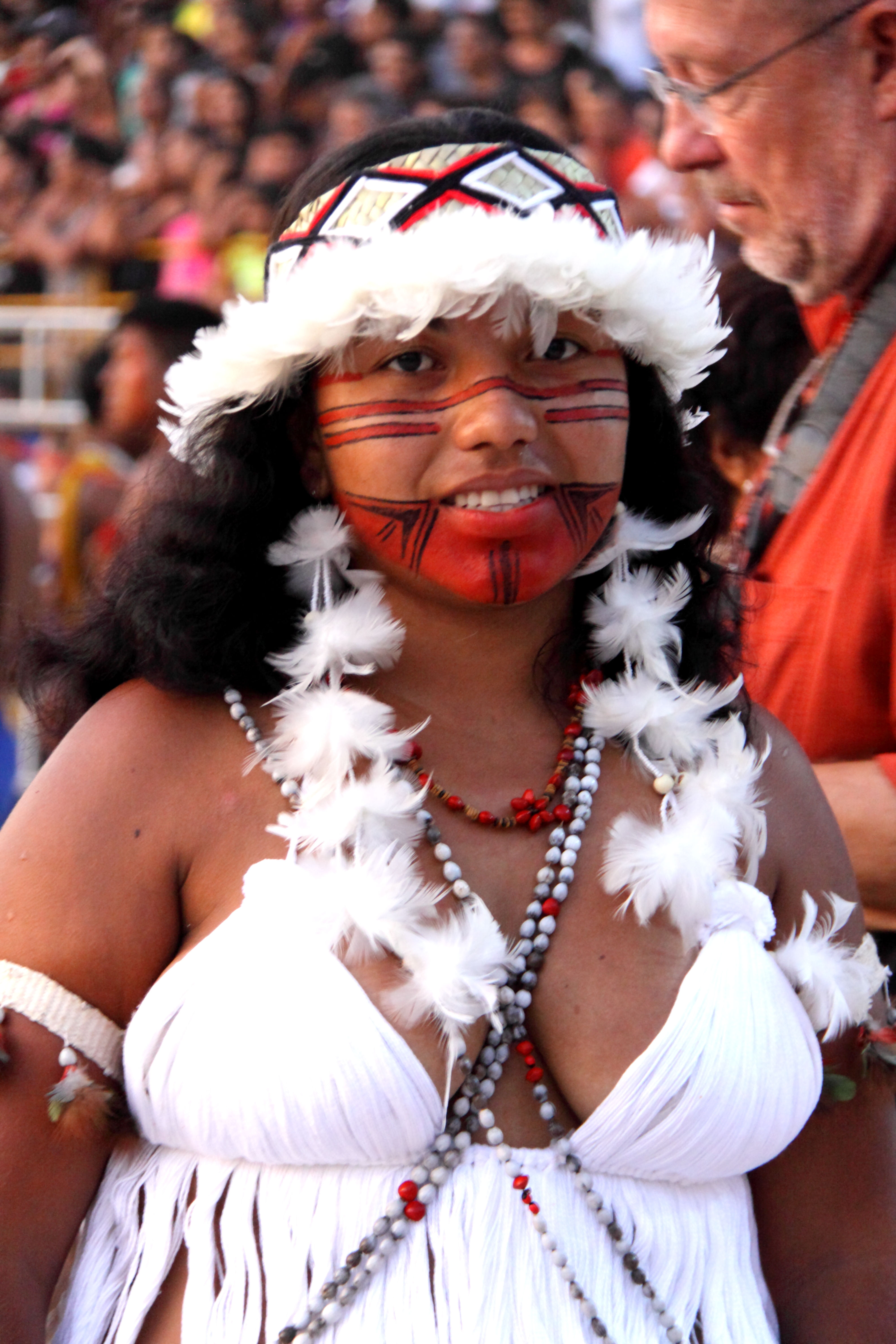
Indígena da etnia Pataxó

A Terra Indígena Imbiriba é uma terra indígena localizada ao sul do estado da Bahia, Brasil. Abrange uma área de 396,05 ha no município de Porto Seguro. É uma área reservada a usufruto de uma população estimada em 2010 de 395 pataxós. A reserva foi homologada em 13 de março de 2007.